# اسلام‌آباد (سلفچگان)
اسلام‌آباد روستایی در دهستان راهجرد شرقی بخش سلفچگان شهرستان قم استان قم ایران است.

## جمعیت
بر پایه سرشماری عمومی نفوس و مسکن در سال ۱۳۹۵ جمعیت این مکان ۲۳۷ نفر (۸۰ خانوار) بوده‌است.